# Nonpoint
Nonpoint é uma banda de nu metal dos Estados Unidos formada em Fort Lauderdale, Flórida em 1997. A banda atualmente é composta por Elias Soriano (vocal), Robb Rivera (bateria), Rasheed Thomas (guitarra), Dave Lizzio (guitarra) e Adam Woloszyn (baixo). O nome "Nonpoint" é derivado de "Nonpoint Factor" (em português: Fator de Nonpoint) que era o nome do equipamento que Rivera defrontou em Porto Rico antes de se mudar para o Sul da Flórida.

## História
Formada em janeiro de 1997, a banda é composta pelo vocalista Elias Soriano, o baterista Robb Rivera, o guitarrista Andrew Goldman e o baixista Kenneth "KB" Charman. Em quase todo álbum o vocalista Elias Soriano canta em espanhol, embora a maioria vasta as letras do Nonpoint está em inglês.
"Nonpoint" é derivado de "Nonpoint Factor" que era o nome do equipamento que Rivera defrontou em Porto Rico antes de se mudar para o Sul da Flórida, Nonpoint ganhou notoriedade se tornando o rei do Sul da Flórida divulgando o estilo nu metal/alternate. Eles tocaram freqüentemente com as bandas locais como "Darwin's Waiting Room", "Puya", "Endo" e "Groovenics".
O primeiro álbum de Nonpoint foi lançado em 1997, de nome Separate Yourself, seguidamente em 1999 saiu o segundo álbum chamado Struggle e no ano de 2000 o seu terceiro trabalho o Statement. A banda Nonpoint fez várias excursões com artistas do mesmo estilo musical como Sevendust, Linkin Park, e Staind.
Depois de shows e algumas turnês a banda deu uma pausa, voltaram para os estúdios mais ou menos no verão de 2002 e desenvolveram o seu quarto trabalho, o álbum Development, a banda começou a seguir uma turnê extensa onde teve uma notável aparência no festival músical chamado Ozzfest.
A banda entrou em pausa novamente, liberando em 2004 o seu quinto álbum chamado Recoil, um álbum de 13 faixas que incluiu a música "In the Air Tonight" de Phil Collins, que contém um clipe da música nos extras do filme Miami Vice. O sexto álbum deles chamado To the Pain foi lançado em 8 de Novembro de 2005.
O primeiro single desse álbum a música "Bullet with a Name", que alcançou o top das 5 das canções mais mais pedidas em sua primeira semana de outubro de 2005, chegando assim no topo das 20 canções mais pedidas de rock moderno, propagando a venda de 50.000 cópias do álbum To the Pain rapidamente. Seu próximo single a ser lançado desse mesmo álbum seria a música "Alive and Kicking", com o sucesso desse CD eles realizaram uma nova turnê pela América do Norte com a banda Sevendust que foi um sucesso durante 3 meses.
Em 2006 a banda lança o CD/DVD Live and Kicking, que contém apenas músicas ao vivo gravado em um show no dia 29 de Abril de 2006 em Fort Lauderdale, Flórida.
Em 2007 a banda lançou seu Sétimo álbum por uma grande gravadora, intitulado Vengeance, o álbum foi lançado lançado no dia 6 de Novembro de 2007 pela gravadora Bieler Bros. Records. O álbum vendeu aproximadamente 6,400 cópias em sua primeira semana de lançamento nos Estados Unidos.
Em setembro de 2008 a banda anunciou em sua página do Myspace que o guitarrista Andrew Goldman estava de saída da banda devido a interesses fora do mundo da música. A banda também anunciou que fariam uma turnê em outubro com um novo guitarrista, mais tarde nomeado Zach Broderick, da banda Modern Day Zero. Foi a primeira vez que a banda ficou sem sua formação original.
Em 2010 a banda lançou Miracle, seu primeiro disco com o novo guitarrista e também seu disco com maior venda em 10 anos de carreira.

## Integrantes
| Membros atuais - Elias Soriano – vocal (1997–presente) - Robb Rivera – bateria (1997–presente) - Rasheed Thomas – guitarra, vocal de apoio (2011–presente) - Dave Lizzio – guitarra (2011–presente) - Adam Woloszyn – baixo (2011–presente) | Membros anteriores - Andrew Goldman – guitarra, vocal de apoio (1997–2008) - Ken MacMillan – baixo, vocal de apoio (1997–2011) - Zach Broderick – guitarra (2008–2011) |

## Discografia

### Álbuns de estúdio
- 1997: Separate Yourself
- 1999: Struggle
- 2000: Statement
- 2002: Development
- 2004: Recoil
- 2005: To the Pain
- 2007: Vengeance
- 2010: Miracle
- 2011: Icon
- 2012: Nonpoint
- 2014: The Return
- 2016: The Poison Red
- 2018: X

### Ao vivo
- 2006: Live and Kicking

### Singles
| Ano                                                  | Canção               | Posições nas paradas | Posições nas paradas | Posições nas paradas | Álbum       |
| Ano                                                  | Canção               | EUA                  | EUA Main.            | GBR                  | Álbum       |
| ---------------------------------------------------- | -------------------- | -------------------- | -------------------- | -------------------- | ----------- |
| 2000                                                 | "Mindtrip"           | —                    | —                    | —                    | Statement   |
| 2001                                                 | "What a Day"         | —                    | 24                   | —                    | Statement   |
| 2001                                                 | "Endure"             | —                    | —                    | —                    | Statement   |
| 2002                                                 | "Your Signs"         | —                    | 36                   | —                    | Development |
| 2003                                                 | "Circles"            | —                    | —                    | —                    | Development |
| 2004                                                 | "The Truth"          | —                    | 22                   | —                    | Recoil      |
| 2004                                                 | "In the Air Tonight" | 103                  | 34                   | 181                  | Recoil      |
| 2004                                                 | "Rabia"              | —                    | —                    | —                    | Recoil      |
| 2005                                                 | "Bullet with a Name" | —                    | 22                   | —                    | To the Pain |
| 2006                                                 | "Alive and Kicking"  | —                    | 25                   | —                    | To the Pain |
| 2006                                                 | "Explain Yourself."  | —                    | —                    | —                    | To the Pain |
| 2007                                                 | "March of War"       | —                    | 28                   | —                    | Vengeance   |
| 2007                                                 | "Wake Up World"      | —                    | —                    | —                    | Vengeance   |
| 2008                                                 | "Hands Off"          | —                    | —                    | —                    | Vengeance   |
| 2010                                                 | "Miracle"            | —                    | 19                   | —                    | Miracle     |
| 2010                                                 | "Frontlines"         | —                    | —                    | —                    | Miracle     |
| 2011                                                 | "Crazy"              | —                    | —                    | —                    | Miracle     |
| "—" denota lançamentos que não entraram nas paradas. |                      |                      |                      |                      |             |